# Margaret Raspé

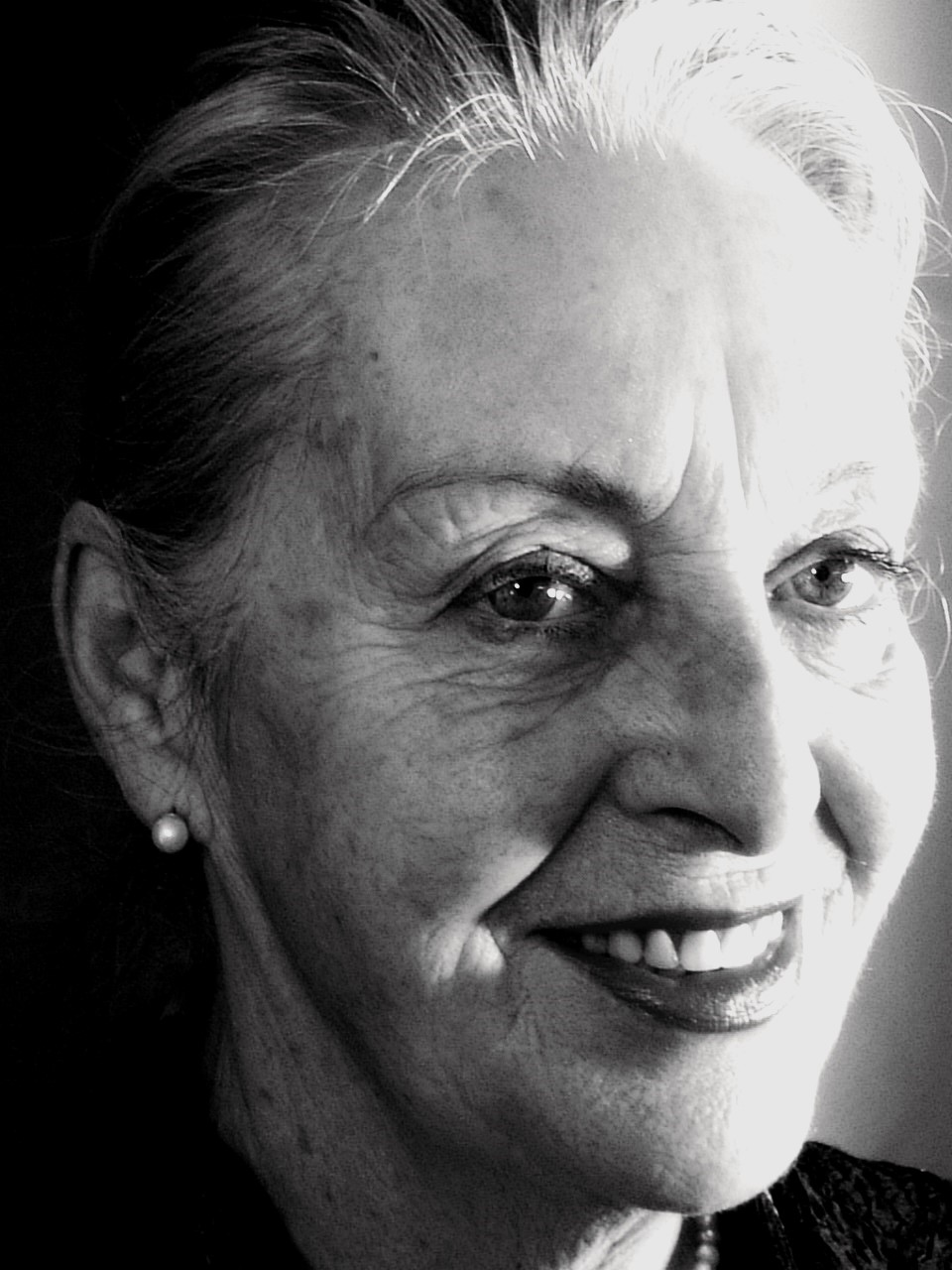
Margaret Raspé (1998)

Margaret Raspé, geborene Ranke, (* 14. Juni 1933 in Breslau; † 10. November 2023) war eine international arbeitende deutsche Künstlerin, Fotografin und Filmemacherin, die seit Anfang der 1970er Jahre durch ihre performativen Experimentalfilme als Wegbereiterin des feministischen künstlerischen Films bekannt wurde. Von 1971 bis 1974 entstanden Filme mit dem selbst entwickelten „Kamerahelm“. Hinzu kamen Video- und Audioarbeiten, Performances und Installationen, Malerei und Zeichnungen, Bildhauerei und Architektur, sowie Arbeiten, die in Gärten und Landschaften den Gegensatz von Natur und Zivilisation thematisierten. Beispielsweise stieg die Künstlerin als Performerin öffentlich in industriell verseuchte Flüsse.

## Leben
1939 eingeschult in Berlin, machte Margaret Raspé 1951 ihr Abitur in Lindau (Bodensee). Nach einer Schneiderlehre mit Gesellenprüfung, 1951 bis 1954 in Bonn, folgte zwischen 1954 und 1957 das Studium der Malerei und Mode an der Kunstakademie München bei Kaspar, und an der Hochschule für Bildende Künste, Berlin, Mode bei Lemcke, Malerei bei Janisch. 1957 Heirat mit Gerhard Raspé, 1958–61 drei Töchter. 1958 bis 1970 Arbeit als Modedesignerin und Ausbildung bei der Atemtherapeutin Frieda Goralewski. 1969 Scheidung.

## Werk
Wiederaufnahme der künstlerischen Arbeit ab 1970. Erfindung des Kamerahelms 1971, erste Experimentalfilme. 1974 Mitglied der London Filmmakers Coop und Film-Coop Berlin. Mit dem 1971 von ihr erfundenen Kamerahelm konnte sie filmen und gleichzeitig mit den Händen tätig sein. Als Eigenproduktionen entstanden Filme wie „Alle Tage wieder - let them swing“, als Aufzeichnungen weiblicher Handlungen in der Küche. 1978 wurde sie Mitglied der Neuen Gesellschaft für Bildende Kunst, NGBK, Berlin. Als Mitglied der NGBK Arbeitsgruppe wurde sie Mitorganisation der Ausstellung Unbeachtete Produktionsformen, und anderer Ausstellungen in Berlin und Italien, deren übergreifendes Thema „Zeit und Bewegung im Raum“ war. Erste öffentliche Installationen. Zwischen 1978 und 1985 drehte sie den Dokumentarfilm „Anasteria - Das Fest der Feuerläufer von Lagadas“ in Griechenland. 1984 bis 1993 Ausstellungen zum Thema Kunst und Natur, im Garten Rhumeweg 26, Berlin. Organisation von Ausstellungen mit Berliner Künstlern im Palazzo Ruini, Reggio nell’Emilia, Italien.
1985 bis 1990 Zeichenlehrerin am Lette-Verein Berlin, Abteilung Mode. 1991–92 Lehrauftrag an der TU Berlin, Abteilung Architektur. Weitere Lehrtätigkeit an Kunsthochschulen in London, Amsterdam, Breda, Wien, Ljubljana, Zagreb, Belgrad, Hamburg, Braunschweig.
Die Künstlerin schuf ein vom Kunstmarkt weitgehend unabhängiges, künstlerisch autarkes und unorthodox ausgeprägtes Werk. Ihr Haus im Rhumeweg war ein beliebter Treffpunkt für bekannte Künstler, Musiker, Schriftsteller und Theoretiker: Walter Aue, Günter Brus, Limpe Fuchs, Joel Fisher, Ludwig Gosewitz, Dick Higgins, Alison Knowles, Otto Muehl, Arnulf Rainer, Tomas Schmit, Peter Kubelka, Hermann Nitsch, Gerhard Rühm, Rudolf Valenta, Oswald Wiener und andere.
Im Film Sieben Frauen (1989), Teil der Trilogie Formen der Liebe des Filmregisseurs Rudolf Thome, ist Margaret Raspé eine der Darstellerinnen.
Die Künstlerin lebte und arbeitete meist in Berlin, und einen Teil des Jahres auf Karpathos, Griechenland.
Die Filme von Margaret Raspé werden in der Deutschen Kinemathek – Museum für Film und Fernsehen, Berlin archiviert.

## Film und Video
Die Filme mit dem Kamerahelm, gedreht zwischen 1971 und 1983, dauern zwischen 4 und 30 Minuten. Als Ton gibt es nur das Geräusch des Filmprojektors. Dabei setzte die Künstlerin die damals leichtesten Kameras ein, die unkompliziert zu beschaffen waren: Agfa Super 8. Der Kamerahelm nach dem Muster von Margaret Raspé hält einen vor das Blickfeld montierten Rahmen und eine Kamera auf gleicher Höhe in Blickrichtung. Die Künstlerin sieht durch den Rahmen, was die Kamera aufzeichnet. Diese Kontrolle der subjektiven Zentralperspektive erlaubt eine besonders präzise und spontane Führung der sogenannten „Subjektiven Kamera“, eine direkt subjektive, an den Körper gebundene Kamera, die alle Bewegungen der Augen und des Kopfes einbezieht.
Inhaltlich zeigen die Filme teils die Umformung des Materials während des Kochens als symbolisch alchemistischer Prozess. Zerschneiden, zerstückeln, neu zusammensetzen. Nach den Küchenfilmen entstand ein Zeichenfilm und zwei Malereifilme.
Vorführungen und Seminare
- 1973: Hamburger Filmschau (Einladung durch Vlado Kristl)
- 1975: Kino Arsenal, Berlin
- 1996: Anthology Film Archives, New York, USA
- 1978: Dreharbeiten für Die große Woche in Olimbos, Frank Czygan und Margaret Raspé
- 1978: London Filmmakers' Cooperative, UK
- 1978: Lectures über die Filme an St.Martins School of Art, Royal College of Art, Slade School
- 1979: 3. Internationales Avantgarde Film Festival, London, UK
- 1979: Film as Film, Ausstellung in der Hayward Gallery, London, UK[3]
- 1980: Seminar an der Minerva Art School, Groningen. Niederlande
- 1980: Filmfestival Split, Jugoslawien
- 1980: Bicentennial Los Angeles, Women Filmmakers of Berlin im UCLA
- 1981: Filmfestspiele Berlin, Internationales Forum des jungen Films, Arsenal
- 1981: Seminar an der Hochschule für bildende Künste, Hamburg
- 1981: Universität Göttingen, Institut für Publizistik
- 1982: Seminar Kunsthochschule Breda, Niederlande
- 1982: Filmfestival Caracas, Venezuela
- 1982: Cineclub Sorbonne, Paris, Frankreich
- 1983: Seminar Kunstakademie Wien, Österreich
- 1990: Videomiel. Videoinstallation in der Powerhouse Gallery,  Montreal
- 1994: Ecce Homo - Modulazioni. Alpha Centauri Gallery, Parma, Italien

Neben den Filmen mit dem Kamerahelm gibt es einen Werkteil der aus Dokumentarischen Filmen, Filminstallationen und Videoinstallationen besteht. Ein Beispiel ist Fernsehfrühstück, eine Videoinstallation 1994 in der Einzelausstellung Ecce Homo - Modulazioni, Galeria AlphaCentauri, Parma.
Erster Text über die Filme mit dem Kamerahelm von der Film und Videokünstlerin Monika Treut.

## Performance
- 1990: Ich schöpfe und verteile was mir nicht gehört. Kongress der alternativen Nobelpreisträger in der Villa Era, Vigliano Biellese, Italien
- 1988 Colazione all'Alba. Performance nach einem Konzept von Margaret Raspe, mit Rosanna Chiessi, Wandrè, Esther Ferrer, Margaret Raspé. PicNic in Italia, internationales Performance-Projekt in Capri. Produktion Pari&Dispari, Rosanna Chiessi
- 1987: Un Dessert per Goethe. Galerie Pari & Dispari, Rosanna Chiessi, Cavriago, Italien
- 2017: Reenactment Performance 'Rückprojektion'. Kunstverein Braunschweig, ausgeführt von Clara Bausch. Zur Ausstellung APPARAT.[4]

## Installationen
- Das Identitätskabinett: Prototypen wie Hausfrau, Beamter, Hure, Revolutionär, Nonne, Polizist sind als halbplastischen Figuren auf Platten befestigt, die Löcher für Kopf und Arme bieten. Die Platten sind zu einem Innenraum zusammengestellt, der den Besuchern erschwert, die Figur zu erkennen, in die sie von hinten hineinschlüpfen.

## Gartenausstellungen
Die Künstlerin veranstaltete im Garten ihres Hauses in Berlin Gartenausstellungen mit bekannten Künstlern, unter anderen mit Henning Christiansen, Joan Jonas, Rolf Julius, Wolf Kahlen und Timo Kahlen und Emmett Williams.

## Fotoarbeiten
- 2001: Fotoarbeiten, Zeichnungen und Installationen. Kunstsalon Bel Etage, Berlin
- 1984: Brennpunkte - Lichterscheinungen. Quergalerie, Berlin.

## Sonstige Werke
- 1975–77 Zeichentagebücher

## Einzelausstellungen
- 2023: Automatik, umfassende Retrospektive im Haus am Waldsee, Berlin
- 1992: Ladder to Lifeboat, Installation im Palazzo Ruini, Reggio nell’Emilia (Katalog)
- 1990: Videomiel, Videoinstallation in der Powerhouse Gallery,  Montreal. Auf Einladung des Goethe-Instituts Montreal.
- 1988: Augenhöhe. Fotoinstallationen, Galerie-Konzept, Berlin und Wewelsfleth (Katalog)
- 1987: Die metaphorischen Partner. Akademie der Künste Berlin, Film-Raum Installation.
- 1987: Musica da Camera. Palazzo Ruini, Reggio nell’Emilia, Italien (Katalog)

## Gruppenausstellungen
- 2009: Passing Through. Kunstpunkt Berlin
- 2004: Chiemseeart, Gemeinde Amerang
- 2003: Pic Nic A Capri - Dispari & Dispary Project, Reggio nell’Emilia, Italien
- 1991: Interferenzen: Kunst aus Westberlin: 1960–1990. LNMM Latvijas Nacionālais Mākslas Muzejs (Lettisches Nationalmuseum der Künste), Riga, Lettland
- 1979: Film as Film, Katalog zur Ausstellung in der Hayward Gallery, London, UK

## Eigene Publikationen
- 2023: Margaret Raspé: Automatik, Köln, Verlag der Buchhandlung Walter und Franz König. Mit Texten von Karolin Meunier, Kollektiv Florida, Ghislaine Leung, Kari Rittenbach, Emily LaBarge, Anna Gritz und Eva Wilson. ISBN 978-3-7533-0521-9
- 2004: Margaret Raspé: Arbeiten 1970–2004, Tübingen und Berlin, Ernst Wasmuth Verlag. Mit Texten von Walter Aue, Patrizia Bisci, Michael Haerdter, Christine Hoffmann, Herbert Lachmayer, Mechthild Rausch. ISBN 3-8030-3309-8.
- 1982: Blau Blühende Säulen und andere Texte. Margaret Raspé im Katalog Unbeachtete Produktionsformen, NGBK, Berlin
- 1982: Unterbrechungen: Treppe rauf-Treppe runter. Margaret Raspe in: Ästhetik und Kommunikation, Heft Nr. 47, Jahrgang 13, 1982: Weibliche Produktivität.
- 1974 Die Filme mit dem Kamerahelm, Hrsg.: Berliner Filmcoop, Das Andere Kino. Auflage 100 englisch, 100 deutsch, nummeriert und signiert.
- Freiluft I, Freiluft II, Kataloge zweier Ausstellungen im Garten Rhumeweg 26, Berlin, 1991. Mit Texten und illustrationen von Christine Hoffmann, Werner Klotz, Giovanni Niccolini, Ann Noël, Qin Yufen, Margaret Raspé, Otmar T. Sattel, Peter F. Strauss, Nanaé Suzuki, Dagmar Uhde and Zhu Jinshi.

## Publikationen über Werk und Künstlerin
- 1979: Film as Film, Katalog zur Ausstellung in der Hayward Gallery, London, UK
- 1976: oh Tod, wie narhaft bist du: filme mit dem kamerahelm. Helke Sander in Frauen und Film, Nr. 10, Rotbuch Verlag
- 1987: Musica da Camera. Palazzo Ruini, Reggio nell’Emilia, Italien
- 2014: Webseite zur Filmreihe Kino Arsenal und Weltkulturenmuseum Frankfurt/Main[5]
- 2016: Florida magazin #2. Ein Gespräch zwischen Florida und Margaret Raspé. /A conversation between Florida and the artist Margaret Raspé. (Maximiliane Baumgartner). Florida. Ein Kunstraum der Stadt München, 2016. deutsch/englisch 168 pages.

## Mitgliedschaften
- NGBK Neue Gesellschaft für Bildende Kunst
- London Filmmakers' Cooperative
- Berliner Film-Coop